# Rancho la Honda
Rancho la Honda är en ort i Mexiko.   Den ligger i kommunen Cadereyta de Montes och delstaten Querétaro Arteaga, i den centrala delen av landet, 160 km norr om huvudstaden Mexico City. Rancho la Honda ligger 2 260 meter över havet och antalet invånare är 150.
Terrängen runt Rancho la Honda är bergig åt sydost, men åt nordväst är den kuperad. Terrängen runt Rancho la Honda sluttar österut. Runt Rancho la Honda är det ganska glesbefolkat, med 39 invånare per kvadratkilometer. Närmaste större samhälle är Bella Vista del Río, 19,7 km söder om Rancho la Honda. I omgivningarna runt Rancho la Honda växer huvudsakligen savannskog.